# Jurnalul unui puști 2. Rodrick e cel mai tare
Jurnalul unui puști 2. Rodrick e cel mai tare s-a bazat pe versiunea FunBrain.com. Varianta copertată a fost publicată pe 1 februarie 2008.